# پارک ملی جزیره سنت هلنا
پارک ملی جزیره سنت هلنا (انگلیسی: St Helena Island National Park) یک جزیره میراث دار در کوئینزلند استرالیا است که در ۲۱ کیلومتری شرق بریزبن و ۴ کیلومتری شرق دهانه رودخانه بریزبن در خلیج مورتون قرار دارد. در ابتدا به عنوان زندان مورد استفاده قرار می‌گرفت و اکنون یک پارک ملی است. بومیان جزیره استرالیا این جزیره را نووگون نامیدند اما پس از تبعید یک بومی به نام ناپلئون در سال ۱۸۲۷ در آنجا تبعید شد. این جزیره از سرزمین اصلی، به ویژه حومه واینوم، کوئینزلند، مانلی و لوتا قابل مشاهده است. این شهر منبع آب دائمی خود را دارد، چشمه ای در مرکز جزیره. بسیاری از پرندگان مهاجر از این جزیره به عنوان یک سوراخ آبیاری استفاده می‌کنند. این بخش از مناطق مهم پرندگان در خلیج موروتن و گذرگاه Pumicestone است، بنابراین توسط انجمن پرندگان جهان شناسایی شده‌است زیرا از تعداد زیادی کوچ پرندگان مهاجر یا پادراز پشتیبانی می‌کند.